# Pedro Koechlin von Stein
Pedro Guillermo Ivo Koechlin von Stein (pronunciado /kújlin fon shtain/ en fonética española/; Lima, 19 de mayo de 1953) es un político y empresario peruano. 

## Biografía
Pedro Koechlin, más conocido como Peter, es hijo de José Edmundo Koechlin Rivero y Dora Elizabeth von Stein Kühn, siendo hermano menor de Jorge Koechlin von Stein. Estudió en el Colegio de la Inmaculada y estuvo durante un año en la Escuela de la Marina de Guerra del Perú e igual tiempo.
Fue expulsado del Perú durante la dictadura de Juan Velasco Alvarado por organizar un concierto para Carlos Santana en la Universidad de San Marcos.
Pedro Koechlin postuló a la Presidencia de la República por el partido Con Fuerza Perú en las elecciones del 2006. Recibió el 0,3% de votos, ocupando el puesto 11.
Como empresario impulsó WayraPerú, la única línea aérea peruana que compitió con las compañías extranjeras. Esta empresa ha hecho un paréntesis en sus operaciones por motivos técnico-logísticos, y a mediano plazo volvería a surcar los cielos del Perú y del mundo. Hoy WayraPerú ha vuelto a volar los cielos peruanos en 2018.